# Convecció atmosfèrica

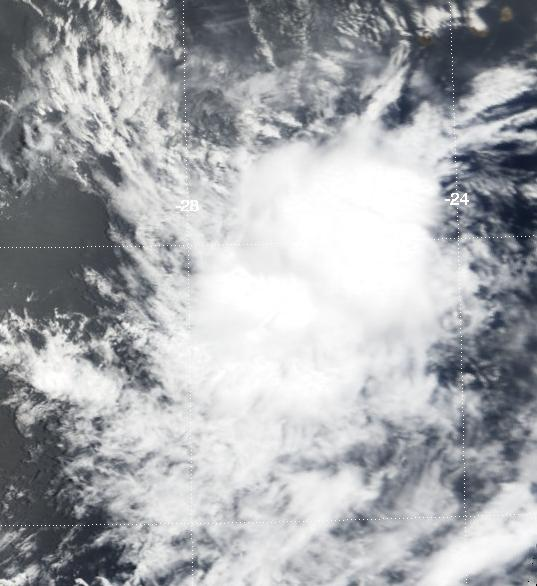
La zona de convecció que més endavant es convertiria en l'huracà Dean.

La convecció atmosfèrica és el resultat de la inestabilitat meteorològica en una determinada massa d'aire. La inestabilitat prové principalment de la diferència de temperatura entre les diferents capes de l'atmosfera. És sovint la responsable de gran part del temps atmosfèric advers en el món.
Existeixen alguns arquetips d'inestabilitat atmosfèrica generals que corresponen a la convecció o la manca d'ella. Els gradients adiabàtics positius i/o accentuats (la temperatura es refreda ràpidament amb l'alçada) suggereixen que sigui més probable la formació atmosfèrica, en canvi els gradients adiabàtics negatius i/o dèbils és menys probable la formació atmosfèrica. Això es deu al fet que una massa d'aire desplaçada es pot convertir en major o menor alçada, tenint en compte el canvi de temperatura adiabàtic (conforme amb l'altura) en entorns amb relatiu poc gradient adiabàtic.
La convecció comença en el nivell de convecció lliure (NCL) i a mesura que avança la convecció, s'eleva a la capa de convecció lliure (CCL), fins que assoleix el nivell d'equilibri. Si la massa d'aire té el suficient impuls, ascendirà fins que la flotabilitat negativa desceleri la massa d'aire i l'aturi. Com més temps sigui activa l'àrea de convecció, teòricament més temps s'estarà accelerant. El procés de convecció condueix a la formació de la majoria de les tempestes, especialment en regions de latituds baixes i mitjanes de la terra.